# 四合镇 (昌图县)
四合镇，是中华人民共和国辽宁省铁岭市昌图县下辖的一个乡镇级行政单位。

## 行政区划
四合镇下辖以下地区：
三泉社区、华家村、友谊村、那思村、明水村、纪家屯村、三合村、西泉村、后五家子村、四合村、烟窝村、互利村和西恒沟村。